# Calle de Francisco Silvela
La calle de Francisco Silvela es una vía madrileña que discurre en sentido sureste a noroeste desde la plaza de Manuel Becerra hasta la glorieta de López de Hoyos. Fue bautizada así en recuerdo del político y escritor madrileño Francisco Silvela. Forma parte del proyecto inconcluso de circunvalación conocido como paseo de Ronda, (o, posteriormente, con el nombre técnico de segundo cinturón de circunvalación de Madrid).

## Historia
Répide describe la calle en su origen como parte del «hermoso paseo de Ronda», con la casa rectoral de la parroquia de Covadonga y unas escuelas infantiles en su inicio, arropada en su costado sur por los últimos edificios del señorial barrio de Lista, en el conjunto del Ensanche y, del otro lado, extendiéndose hacia el nordeste, como límite para el barrio de La Guindalera, una línea de hotelitos, con el Sanatorio Alemán habilitado en uno de ellos. Cierra el cronista la descripción señalando como final de la calle el antiguo camino de Hortaleza (luego continuación de la calle de López de Hoyos).
Como locales de ocio populares en la segunda mitad del siglo xx, destacó en esta calle el Cine Victoria. Proyectado originalmente como Cine Ronda, fue diseñado por Luis Gutiérrez Soto como magno local de cine y sala de fiestas. Hecho el encargo en 1935, la obra quedó aplazada por la guerra civil española, y los cronistas proponen el cambio de nombre (de Ronda a Victoria) como resultado de la victoria como emblema del franquismo, cuando finalmente el local se inauguró. El gran local ocupó un solar en la esquina de la calle de Francisco Silvela con José Picón. El edificio, arquitectónicamente, continuaba las corrientes racionalistas de otras obras del mismo autor, como el cinema Europa o el Cine Barceló. Destacaba su fachada sencilla iluminada por tubos de neón.
En la confluencia con la entonces llamada calle de Lista estuvo la Escuela Graduada Juan de Villanueva.

## Edificios y jardines
En el inicio de la calle, se encuentra el parque de Eva Perón, donde se conserva una de las cuatro fuentes de las Delicias del siglo xviii y la remozada iglesia de Nuestra Señora de Covadonga, obra de Joaquín María Fernández y Menéndez-Valdés, iniciada el 26 de marzo de 1913 y finalizada por Diego de Orbe e inaugurada en junio de 1915. Fue reconstruida en 1952.

### Demolición del paso elevado
En julio de 2020 el Ayuntamiento de Madrid detectó graves fallos en la estructura del paso elevado de las calles de Joaquín Costa y Francisco Silvela sobre las glorietas de López de Hoyos y Príncipe de Vergara, llamado popularmente “scalextric”, que amenazaba colapso,  por lo que la demolición se planteó como la única opción.
El desmontaje del paso elevado se proyectó por un periodo de cuatro meses desde el cierre del vial, que abrió nuevamente a finales de octubre de 2020.
El inicio de la remodelación del nuevo espacio expedito se fijó para comienzos de 2021 y en el plan se incluyeron la creación de una mediana central, carriles bici, ampliación de las aceras y la reducción del espacio dedicado al tránsito de vehículos a motor.